# ハッチャー (トリケラトプス)

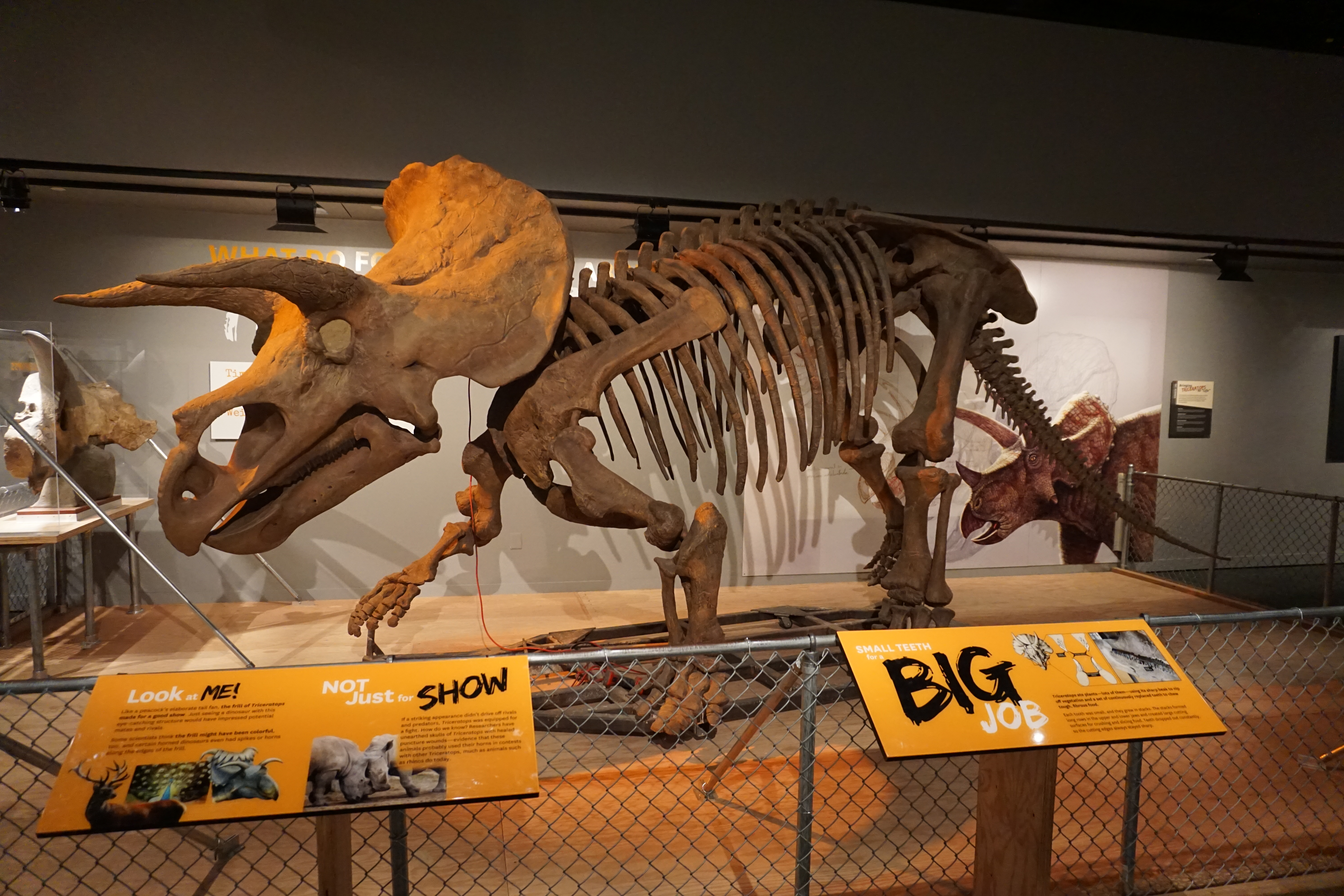
国立自然史博物館にて、ハッチャー

ハッチャー（Hatcher）は、1905年からアメリカ合衆国の国立自然史博物館で展示されていたトリケラトプスの標本。2001年に愛称がつけられた。2019年に恐竜ホールが再公開されるにあたって目玉展示から外されたが、別のキャストがティラノサウルスに捕食されている姿で展示されている。

## 発見

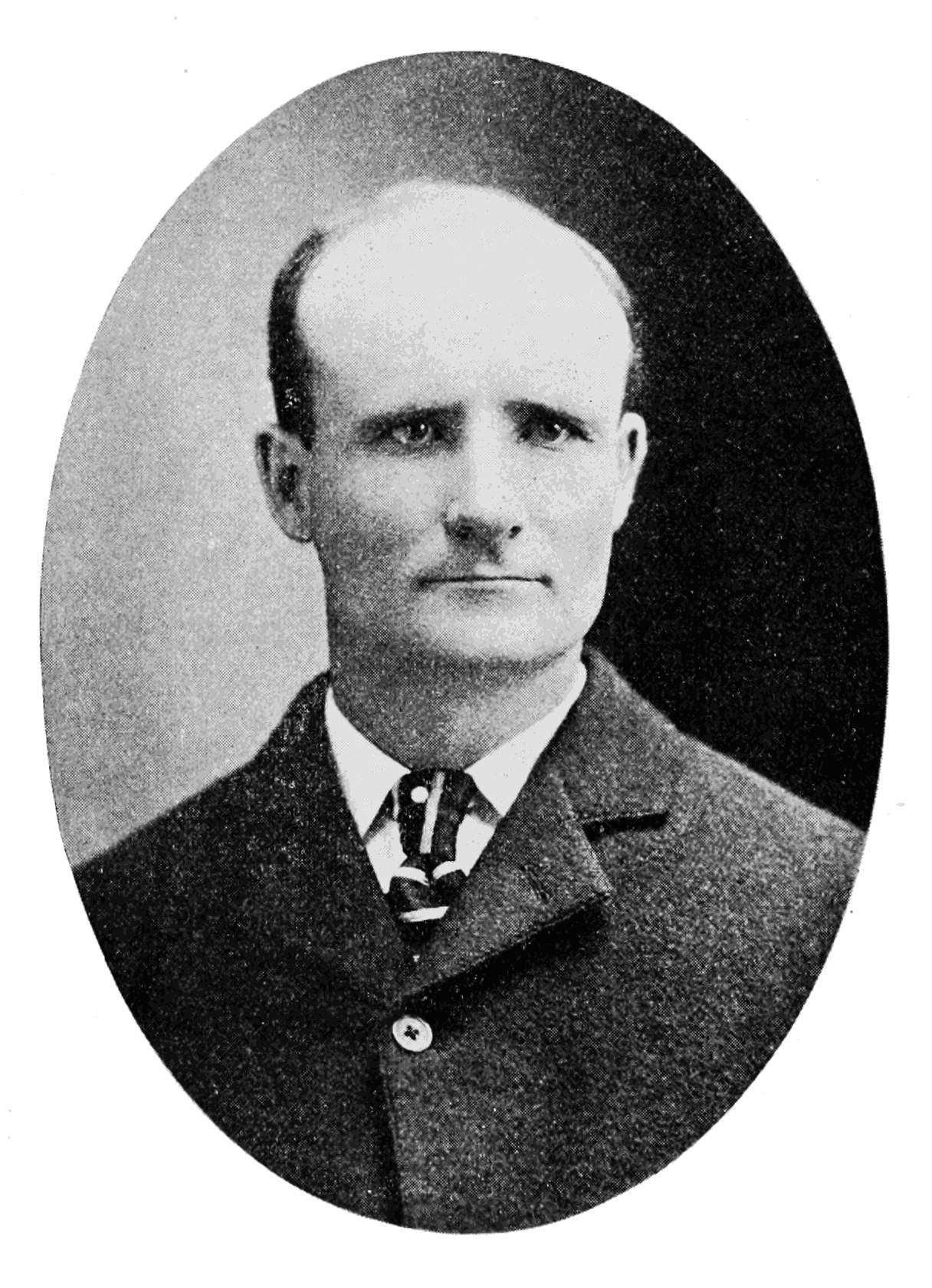
ジョン・ベル・ハッチャー

ハッチャーを構成する化石はアメリカ合衆国のワイオミング州に広がる悪地で、荒涼とした断崖と褐色の砂岩から発見された。発掘作業は1889年の夏に行われ、肋骨や脚の骨や頭骨が発見された。当時、トリケラトプス（に後に分類される化石）は頭に角が存在したことから絶滅したバイソンと考えられていたが、発掘調査を指揮していた古生物学者ジョン・ベル・ハッチャーはこの化石が新種の恐竜であることを指摘した。

## 特徴
全長約6メートル。ハッチャーは肋骨にヒビが入り、左の眼窩上の角が折れている。これらの負傷からティラノサウルスに襲われて死亡した可能性もあるが、その他の部位に負傷は見られないため、スミソニアン博物館の学芸員であるマシュー・カラノは、追加の証拠がない限りティラノサウルスによる殺害を積極的に認めることは難しいとしている。カラノ曰く、ハッチャーは死亡から短期間で化石化の過程を経たことが示唆されているが、それは死因を推定できるものではなく、ティラノサウルスによる捕食があったとしても死後の可能性を捨てきれないという。

## 展示

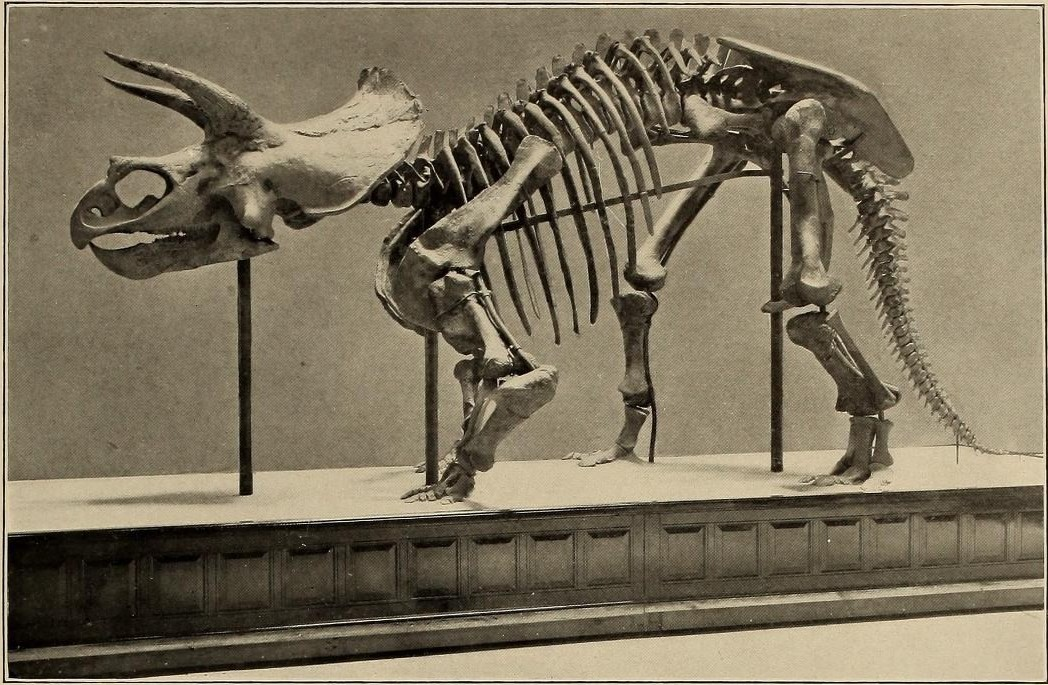
旧復元のハッチャー

1905年にワシントンD.C.の国立自然史博物館にて、スミソニアン博物館群の職員らが世界で初めてトリケラトプスの標本としてハッチャーを展示した。ただし当時はトリケラトプスの全身骨格は発見されておらず、それゆえ組み立てられたハッチャーの骨格も1個体に由来するものではなかった。ハッチャーは10個体からなるキメラであり、その結果として復元された骨格はバランスが崩れていた。頭骨は体サイズに対して小さく、前肢の長さは不揃いで、後肢に至っては分類の異なるハドロサウルス科の恐竜の骨が使用されていた。当時、恐竜は絶滅した愚鈍な動物と見られており、その巨体やフリルや角は特殊化の結果とされ、種族としての寿命を迎えて絶滅したとまで考えられていた。ハッチャーは肘が肩と等しい高さにあるようなワニにも似た姿勢を採っていて、その展示には動物としての動作が示唆されていなかった。ハッチャーは当時からスミソニアン博物館の目玉展示であったが、骨格に直接金属棒とネジで穴を開けて固定するなど、丁寧な扱いもされていなかった。
展示から約90年後の1996年、ハッチャーの骨格は崩壊を始め、来館者の目の前で骨盤が落下する事態を迎えた。原因は黄鉄鉱病であり、気温の上昇により酸化が促進されて黄鉄鉱または白鉄鉱の結晶が成長し、内側から骨格が破壊されていたのである。1998年から2001年までハッチャーは常設展示から一時的に外され、黄鉄鉱病の修復作業と、適切な比率の骨格を作るなど科学的根拠に基づいた再復元作業が行われた。この間にスミソニアン博物館はハッチャーの3Dスキャンを行い、物理演算エンジンを用いて3Dモデルを作成、直立姿勢のトリケラトプスの姿勢を採用した。デジタルデータが作成された恐竜としてもハッチャーは初の個体となった。

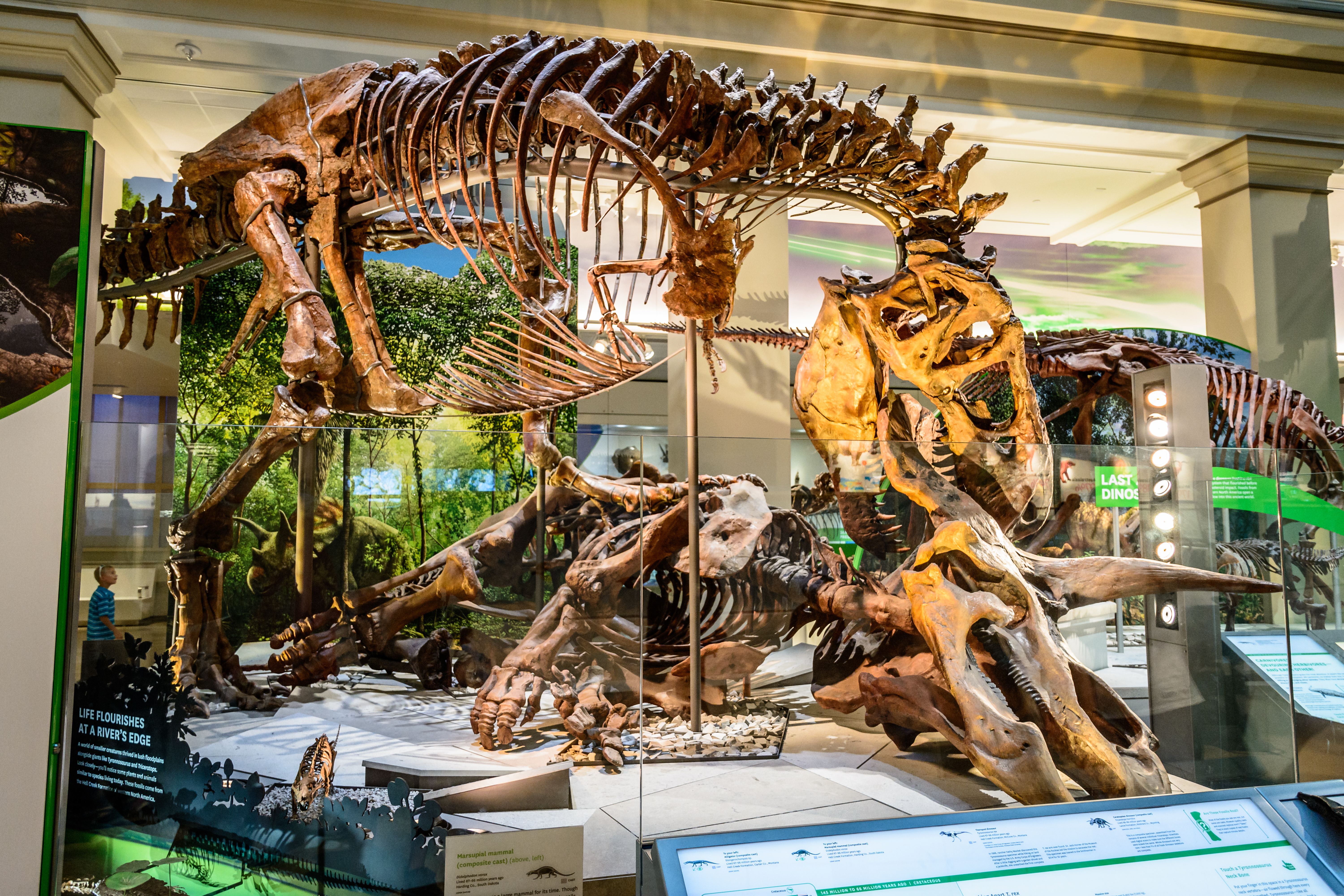
ワンケル・レックスに捕食されるハッチャー

2001年に常設展に復帰した際、ここでトリケラトプスの標本はジョン・ベル・ハッチャーにちなんで「ハッチャー」という愛称を名付けられた。ハッチャーは頭を下げて片足を上げた防衛姿勢で復元された。これは当初の展示と違い、動物としての動作が再現された展示であった。2014年には別の展示室へ移動し、北アメリカに生息した最後の非鳥類型恐竜の代表として扱われた。113年間の展示の後、2019年6月8日の恐竜ホール再公開に伴ってハッチャーは目玉展示の座をティラノサウルスに譲った。博物館の新たな顔となったティラノサウルスは、改良版の復元骨格が組み立てられたハッチャーを捕食する姿で復元されている。なお、このティラノサウルスはワンケル・レックスである。